# إرنست جي. شتراوس
إرنست جي. شتراوس (بالألمانية: Ernst Gabor Straus)‏ (و. 1922 – 1983 م) هو رياضياتي، وأستاذ جامعي من ألمانيا، والولايات المتحدة، ولد في ميونخ، توفي في لوس أنجلوس، عن عمر يناهز 61 عاماً.

## التعليم
تعلم في الجامعة العبرية في القدس
.